# Enri Rauljewitsch Mukba
Enri Rauljewitsch Mukba (russisch Энри Раульевич Мукба; * 22. September 2005 in Gudauta) ist ein russischer Fußballspieler abchasischer Herkunft.

## Karriere
Mukba begann seine Karriere beim Riza FK. Im Januar 2023 wechselte er nach Russland in die Jugend von Rubin Kasan. Im Januar 2024 rückte er in den Kader der Reserve Rubins, für die er im April 2024 in der Perwenstwo PFL debütierte.
Im Juli 2024 stand Mukba erstmals im Profikader der Tataren. Sein Profidebüt gab er schließlich im Oktober 2024 in der Premjer-Liga gegen den FK Dynamo Moskau.